# Berteaucourt-les-Dames
Berteaucourt-les-Dames är en kommun i departementet Somme i regionen Hauts-de-France i norra Frankrike. Kommunen ligger i kantonen Domart-en-Ponthieu som tillhör arrondissementet Amiens. År 2022 hade Berteaucourt-les-Dames 1 095 invånare.

## Befolkningsutveckling
Antalet invånare i kommunen Berteaucourt-les-Dames
| Referens: INSEE |